# Mariannelunds landsfiskalsdistrikt
Mariannelunds landsfiskalsdistrikt var 1918-1951 ett landsfiskalsdistrikt i Jönköpings län, bildat när Sveriges indelning i landsfiskalsdistrikt trädde i kraft den 1 januari 1918, enligt beslut den 7 september 1917. När Sveriges nya indelning i landsfiskalsdistrikt trädde i kraft den 1 januari 1952 (enligt kungörelsen 1 juni 1951) upplöstes distriktet och dess område överfördes till Eksjö landsfiskalsdistrikt.
Landsfiskalsdistriktet låg under länsstyrelsen i Jönköpings län.

## Ingående områden
Den 1 januari 1928 utbröts Mariannelunds köping ur Hässleby landskommun.

### Från 1918
Södra Vedbo härad:
- Bellö landskommun
- Edshults landskommun
- Hults landskommun
- Hässleby landskommun
- Ingatorps landskommun

### Från 1928
Södra Vedbo härad:
- Bellö landskommun
- Edshults landskommun
- Hults landskommun
- Hässleby landskommun
- Ingatorps landskommun
- Mariannelunds köping